# Fernando José Mascarenhas

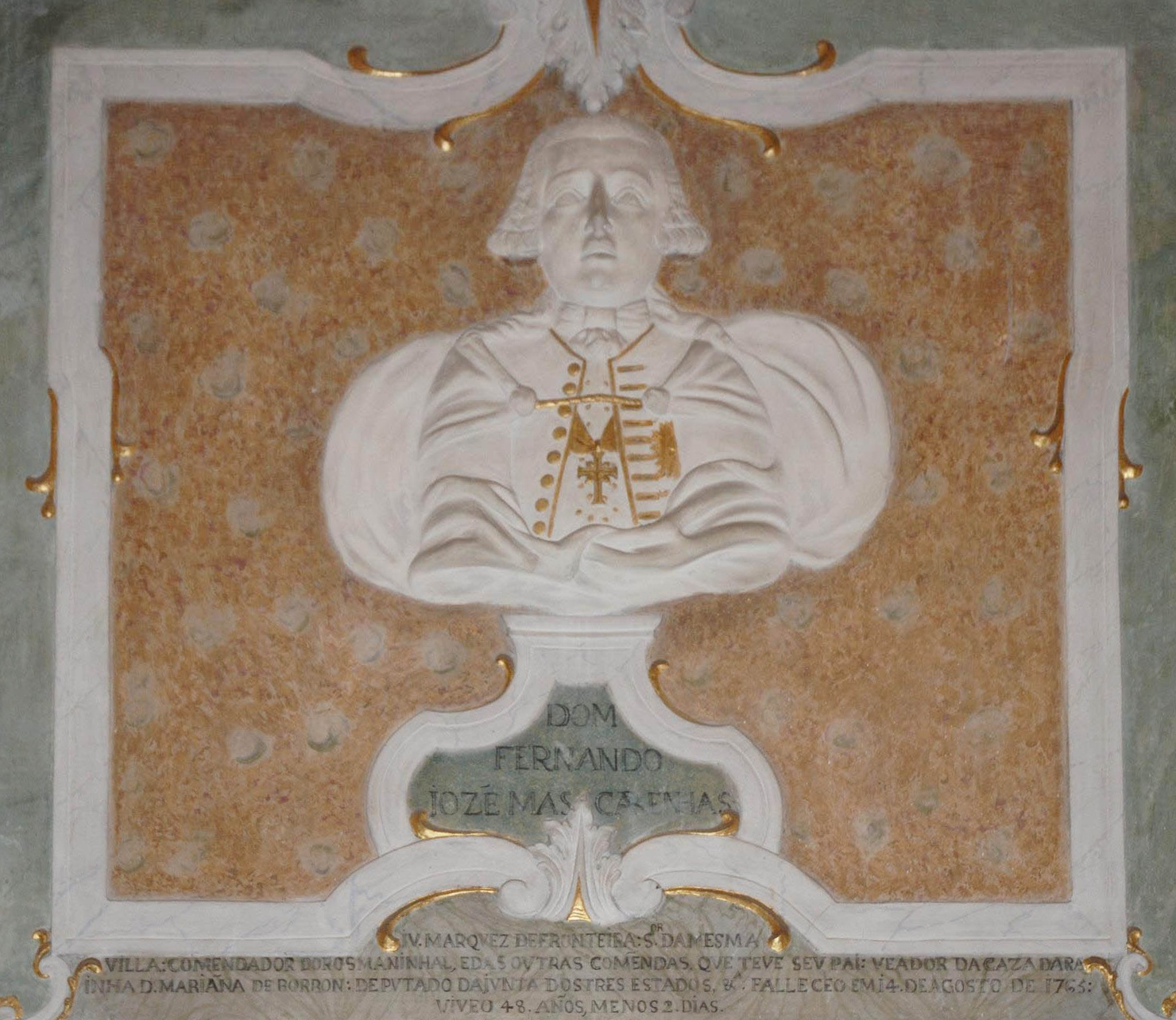
D. Fernando José Mascarenhas, 4.º Marquês de Fronteira, conforme representado na Sala das Batalhas do Palácio Fronteira, em Lisboa.

Filho primogénito, D. Fernando José Mascarenhas, 5.º Conde da Torre e 4.º Marquês de Fronteira, nasceu em 16 de agosto de 1717 e morreu em 14 de agosto de 1765 na sua quinta e palácio de Benfica. Comendador das comendas de N. Senhora da Conceição, do Rosmaninhal; de San Tiago, de Torres Vedras; de São Miguel de Linhares; de Santa Cristina, de Afife, de S. Nicolau, de Carrazedo de Montenegro; de S. Tiago, de Fonte Arcada; deputado da Junta dos Três Estados.
Casou em 6 de outubro de 1737 com D. Ana de Lencastre (25 de setembro de 1716 - 6 de setembro de 1739, de parto), terceira filha do 5.º Conde de Vila Nova de Portimão e 6° comendador-mor da Ordem de Avis (Abrantes). Não se ajustou seu novo casamento com a prima D. Ana Maria, filha do 3.º Conde de Coculim, de modo que morreu sem deixar posteridade e seu irmão sucedeu na casa e no título. 
Sua única filha, D. Maria, nascida em 6 de setembro de 1739, morreu em abril de 1740.